# 705
| [ Edytuj tabelę ]          |                                                            |
| Cesarz Bizancjum           | - 698 Tyberiusz III 705 - 705 Justynian II Rhinotmetos 711 |
| Chan Bułgarii              | - 701 Terweł 721                                           |
| Cesarz Chin                | - 690 Wu Zetian 705 - 705 Tang Zhongzong 710               |
| Król Essexu                | - 694 Sigeheard 709 - 694 Swaefred 709                     |
| Król Franków               | - 695 Childebert III 711                                   |
| Cesarz Japonii             | - 697 Mommu 707                                            |
| Kalif                      | - 685 Abd al-Malik 705 - 705 Al-Walid I 715                |
| Król Kentu                 | - 692 Wihtred 725                                          |
| Patriarcha Konstantynopola | - 693 Kallinik I 705 - 705 Cyrus 711                       |
| Król Longobardów           | - 701 Aripert II 712                                       |
| Król Mercji                | - 704 Cenred 709                                           |
| Król Nortumbrii            | - 704 Edwulf 705 - 705 Osred 716                           |
| Papież                     | - 701 Jan VI 705 - 705 Jan VII 707                         |
| Doża Wenecji               | - 697 Paoluccio Anafesto 717                               |
| Król Wessexu               | - 688 Ine 726                                              |
| Król Wizygotów             | - 701 Wittiza 710                                          |

Rok 705 / DCCV
stulecia: VII wiek ~
VIII wiek ~
IX wiek

lata: 695 «
700 «
701 «
702 «
703 «
704 «
705
» 706
» 707
» 708
» 709
» 710
» 715

## Wydarzenia
- 1 marca – rozpoczął się pontyfikat papieża Jana VII.
- Justynian II Rhinotmetos odzyskał tron cesarza bizantyjskiego przy pomocy Bułgarów (chana Terwela), skazując na śmierć uzurpatorów:  Leoncjusza II i panującego po nim Tyberiusza III.

## Zmarli
- chińska cesarzowa Wu Zetian, jedyna kobieta-cesarz w historii Chin
- Tyberiusz III, i Leoncjusz II, cesarze bizantyńscy
- Kallinik I, ekumeniczny patriarcha Konstantynopola
- 8 października - kalif Abd al Malik z dynastii Omajjadów
- 11 stycznia - papież Jan VI